# Goldspot
Goldspot é uma banda de indie rock de Los Angeles formada em 2001 pelo cantor, compositor e produtor Siddhartha Khosla. O grupo já recebeu aclamação da crítica pelo seu álbum de estreia Tally of the Yes Men (Tally) e pelo segundo álbum And The Elephant is Dancing. A banda recebeu o nome da extinta marca de refrigerante Gold Spot.

## Televisão
Siddhartha Khosla é o compositor de This Is Us da NBC, The Royals da E! e Grandfathered da FOX. Ele compôs músicas originais para The Neighbors da ABC. Khosla também é o compositor de Marvel's Runaways do Hulu.

## Discografia

### Álbuns de estúdio
- Aerogramme - Mt. Hoboken Records/Nice Music Group (20 de agosto de 2013), SONY Music (India) (15 de outubro de 2013)
- And the Elephant is Dancing (2010)
- Tally of the Yes Men - Mercury Records/Universal Music Group (2007), SONY BMG (India) (2008) (UK Alternative Charts No. 10)

### Singles
- "The Border Line" (2013)
- "Friday" (2007) (UK Alternative No. 21, BBC Asian Network No. 4)
- "It's Getting Old" (2007) (UK Alternative No. 10)
- "Ina Mina Dika" (2011)